# Nadleśnictwo Ełk
Nadleśnictwo Ełk – jednostka organizacyjna Lasów Państwowych podległa Regionalnej Dyrekcji Lasów Państwowych w Białymstoku. Siedziba nadleśnictwa znajduje się w Mrozach Wielkich, w powiecie ełckim, w województwie warmińsko-mazurskim.
Nadleśnictwo obejmuje większość powiatu ełckiego oraz niewielkie fragmenty powiatów giżyckiego, oleckiego i piskiego.

## Historia
W 1945 powstały nadleśnictwa Ełk, Pisanica i Jucha. W 1973 połączono nadleśnictwa Ełk i Pisanica oraz część nadleśnictwa Jucha. Nowa jednostka przyjęła nazwę Nadleśnictwo Ełk.

## Ochrona przyrody
Na terenie nadleśnictwa znajduje się jeden rezerwat przyrody - Bartosze.

## Drzewostany
Typy siedliskowe lasów nadleśnictwa (z ich udziałem procentowym):
- lasy 60,36% (w tym las mieszany świeży - 26,59% i las świeży - 18,42%)
- bory 39,64% (dominuje bór mieszany świeży - 33,11%).

Głównym gatunkiem lasotwórczym lasów nadleśnictwa jest sosna, panująca w 64,37% drzewostanów. Ważnym gatunkiem jest także świerk. Ponadto tutejsze lasy w mniejszym stopniu tworzą buk, dąb, olsza i jesion.